# Lagenosoma dispar
Lagenosoma dispar är en tvåvingeart som beskrevs av Brauer 1882. Lagenosoma dispar ingår i släktet Lagenosoma och familjen vapenflugor. Inga underarter finns listade i Catalogue of Life.